# Agnieszka brandenburska (1286/1298–1334)
Agnieszka brandenburska (ur. między 1286 a 1298, zm. 1334) – księżna brandenburska, a następnie brunszwicka na Lüneburgu, z młodszej linii dynastii askańskiej, córka Hermana II, margrabiego brandenburskiego, żona margrabiego brandenburskiego Waldemara Wielkiego, a potem księcia brunszwickiego Ottona Łagodnego.